# حشمت‌آباد (بخش مرکزی دورود)
حشمت‌آباد، روستایی از توابع بخش مرکزی شهرستان دورود در استان لرستان ایران است.

## جمعیت
این روستا در دهستان حشمت‌آباد قرار دارد و براساس سرشماری سال ۱۳۸۵ جمعیت آن ۹٬۷۳۸ نفر (۲٬۲۹۱ خانوار) بوده‌است.